# Introspective
Introspective é o terceiro álbum de estúdio da dupla inglesa Pet Shop Boys, lançado em 1988.
É considerado um dos melhores álbuns da dupla, vendendo mais de 4,5 milhões de cópias no mundo e colocou o Pet Shop Boys por várias semanas no topo das paradas inglesas. As músicas passavam de 6 minutos. Este álbum contém uma mistura de Pop, Synthpop, Eletrônica e Disco e contém também três dos maiores sucessos da dupla: "Always On My Mind", em versão remix (original do Elvis Presley), a versão original de "Domino Dancing", e a música "Left to My Own Devices". Já as músicas "I Want a Dog" e "I'm Not Scared" são regravações dos sucessos originais da dupla. O álbum foi relançado em 2001, com o título Introspective/Further Listening, no qual todas as músicas foram remasterizadas.
O disco atingiu o nº 34 da Billboard 200.

## Faixas
1. "Left to My Own Devices" – 8:16
2. "I Want a Dog" – 6:15
3. "Domino Dancing" – 7:40
4. "I'm Not Scared" – 7:23
5. "Always on My Mind/In My House" – 9:05
6. "It's Alright" – 9:24

### Further Listening 1988-1989
1. "I Get Excited (You Get Excited Too)" - 5:35
2. "Don Juan (versão demo)" - 4:22
3. "Domino Dancing (versão demo)" - 4:47
4. "Domino Dancing (versão alternativa)" - 4:52
5. "The sound of the atom splitting" - 5:13
6. "What keeps mankind alive?" - 3:26
7. "Don Juan (disco mix)" - 7:35
8. "Losing My Mind (disco mix)" - 6:09
9. "Nothing Has Been Proved|Nothing has been proved (demo para Dusty)" - 4:51
10. "So Sorry, I Said|So sorry, I said (demo para Liza)" - 3:26
11. "Left to my own devices (seven-inch mix)" - 4:47
12. "It's alright (versão ten-inch)" - 4:47
13. "One of the crowd" - 3:56
14. "It's alright (versão seven-inch)" - 4:20
15. "Your funny uncle" - 2:18

## Créditos
- Chris Lowe
- Neil Tennant